# Captura de la trinxera Regina
La Trinxera Regina' (En anglès: Regina Trench; en alemany: Staufen Riegel) va ser una trinxera alemanya excavada a la cara nord d'un penya-segat situat al nord-oest del poble de Le Sars, localitzat al sud-oest del reducte de Stuff (Staufenfeste), i prop de les fortificacions alemanyes de Thiepval, al camp de batalla del Somme. Va ser la trinxera més llarga d'aquestes característiques del front alemany durant la Primera Guerra Mundial. Atacada diverses vegades pels Cossos Canadencs en el transcurs de la batalla del turó d'Ancre, la 5a Brigada canadenca va controlar breument una secció de la trinxera l'1 d'octubre, però va ser repel·lida com a conseqüència dels contraatacs realitzats per la Brigada de Marina (equivalent a una divisió de l'exèrcit), provinent de la costa belga. El 8 d'octubre també va ser atacada per les divisions canadenques 1a i 3a, però també van fracassar.
El 21 d'octubre, la 4a Divisió canadenca va atacar el sector occidental de la trinxera Regina, mentre la 18a Divisió, la 25a Divisió i la 39a Divisió del II Cos atacaven el sector del costat (conegut com a trinxera Stuff pels britànics). Els canadencs van trobar poca oposició i van aconseguir el seu objectiu, mentre que les divisions del II Cos van aconseguir capturar la trinxera Stuff en trenta minuts, permetent als britànics controlar el penya-segat de Thiepval. Els canadencs van aconseguir repel·lir tres contraatacs i, el 22 d'octubre, s'havien capturat milers d'alemanys com a presoners. La part oriental de la trinxera va ser capturada durant la nit del 10 a l'11 de novembre per part de la 4a Divisió canadenca.

## Antecedents

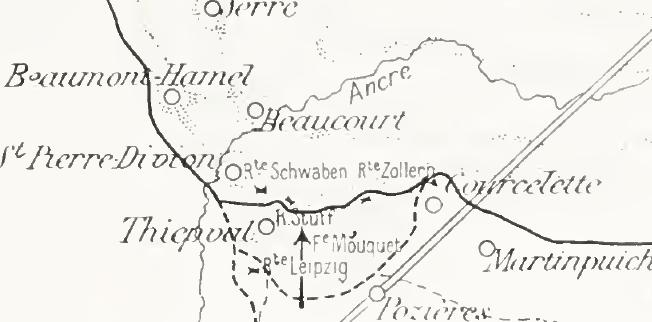
Presa de l'altiplà de Thiepval, Somme, 26 de setembre de 1916

La batalla de la cresta de Thiepval va ser la primera gran ofensiva realitzada per l'Exèrcit de Reserva (Tinent General Hubert Gough) durant la batalla del Somme, i pretenia treure profit de l'atac del Quart Exèrcit durant la batalla de Morval començant 24 hores més tard. La batalla va tenir lloc en un front que anava des de Courcelette, al seu extrem oriental, prop de la carretera entre Albert i Bapaume, fins a Thiepval i el reducte de Schwaben (en alemany: Schwaben-Feste), a l'oest. Així, es desplaçaven les defenses alemanyes més al nord, a la vall d'Ancre, i cap al terreny més elevat de Beaumont Hamel i Serre, a l'altra banda del riu. La cresta de Thiepval estava molt bén fortificada, i els defensors alemanys van lluitar amb molta determinació, mentre que la coordinació entre la infanteria i l'artilleria britànica va empitjorar després del primer dia, principalment a conseqüència de la naturalesa confusa dels combats, realitzats en un laberint de trinxeres, forats i cràters.
El 26 de setembre, Thiepval va ser rodejat per la dreta, amb la conseqüent pèrdua del poble i de bona part de la guarnició, permetent a l'exèrcit britànic avançar entre 910 i 1.830 metres en un front d'atac de 5.500 metres. Els britànics van prosseguir amb la seva empenta cap als reductes de Stuff i Schwaben fins al final d'aquell més. El dia 1 d'octubre, els atacs de l'Exèrcit de Reserva van reiniciar-se, tenint lloc la batalla del turó d'Ancre Heights. Els britànics havien realitzat un millor ús de la seva artilleria, tot i que els alemanys van consumir més munició (el setembre van consumir 4,1 milions de cartutxos, pels 1,5 milions consumits a l'agost), però la major part van ser malgastats en àrees de bombardeigs no observades.